# Aleurolobus fouabii
Aleurolobus fouabii là một loài côn trùng cánh nửa trong họ Aleyrodidae, phân họ Aleyrodinae.
Aleurolobus fouabii được Cohic miêu tả khoa học đầu tiên năm 1969.